# Amor & Masacre Storis
Amor & Masacre Storis '¡El Jueves estuvo allí!'  es una tira cómica de la revista española El Jueves realizada por el dibujante Ja.
La viñeta expone un titular, principalmente político, y su interpretación irónica.
Suelen tratar los últimos escándalos en la actualidad política o social.